# Portolántérkép

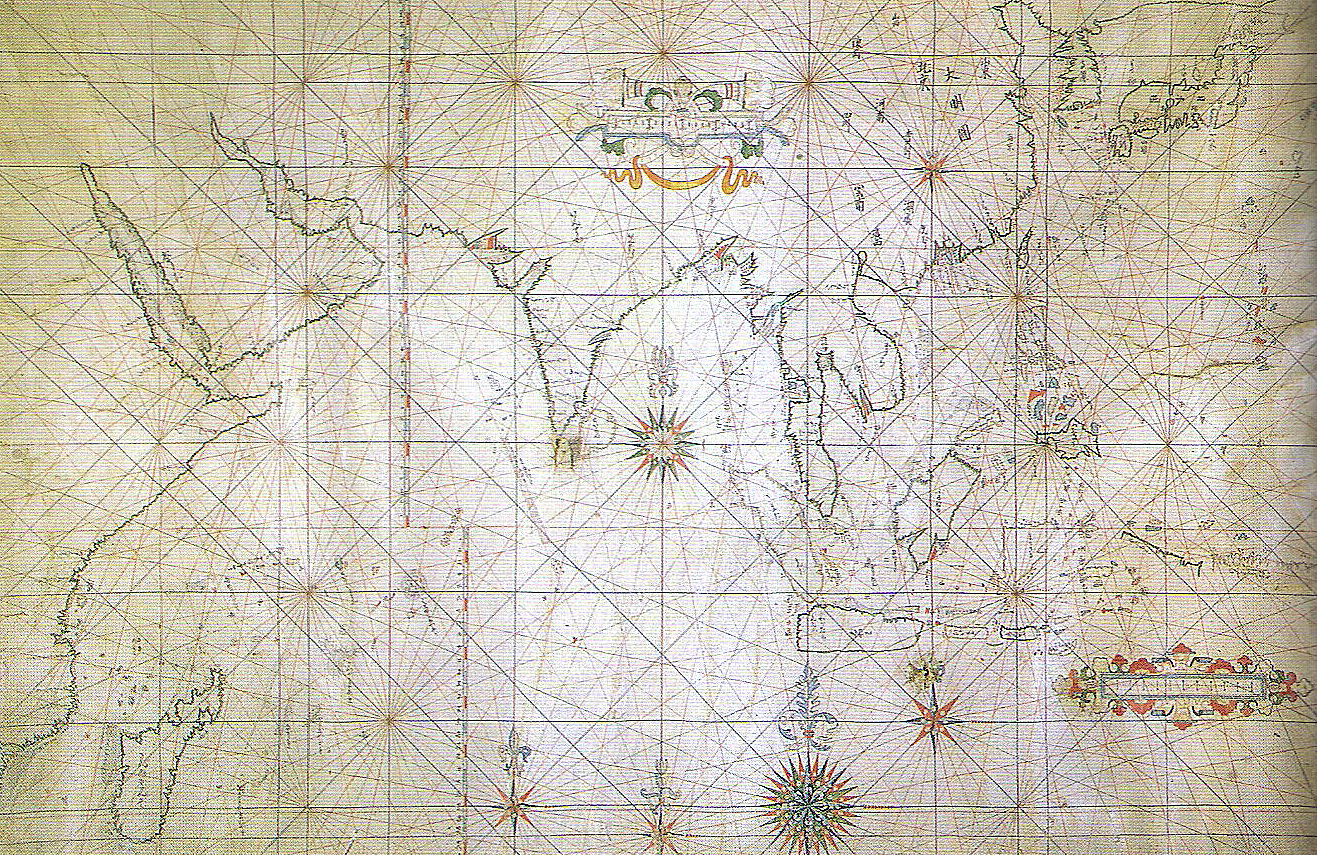
Japán portolántérkép az Indiai-óceán ábrázolásával (korai 17. század)

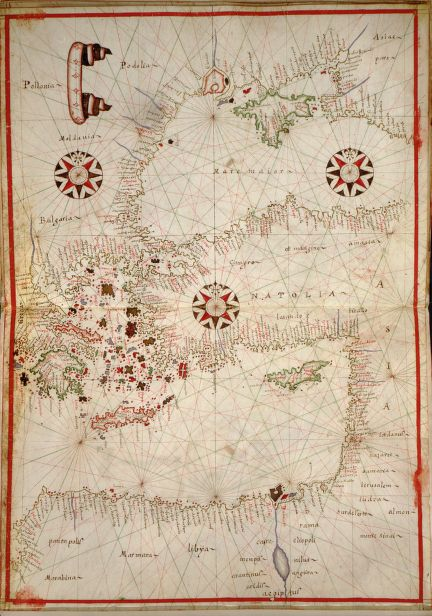
Afrika északi része, Közel-Kelet, Kis-Ázsia, a Földközi-tenger, a Fekete-tenger és Európa egy részének ábrázolása (Joan Oliva, 1590 körül, Library of Congress Map Collection)

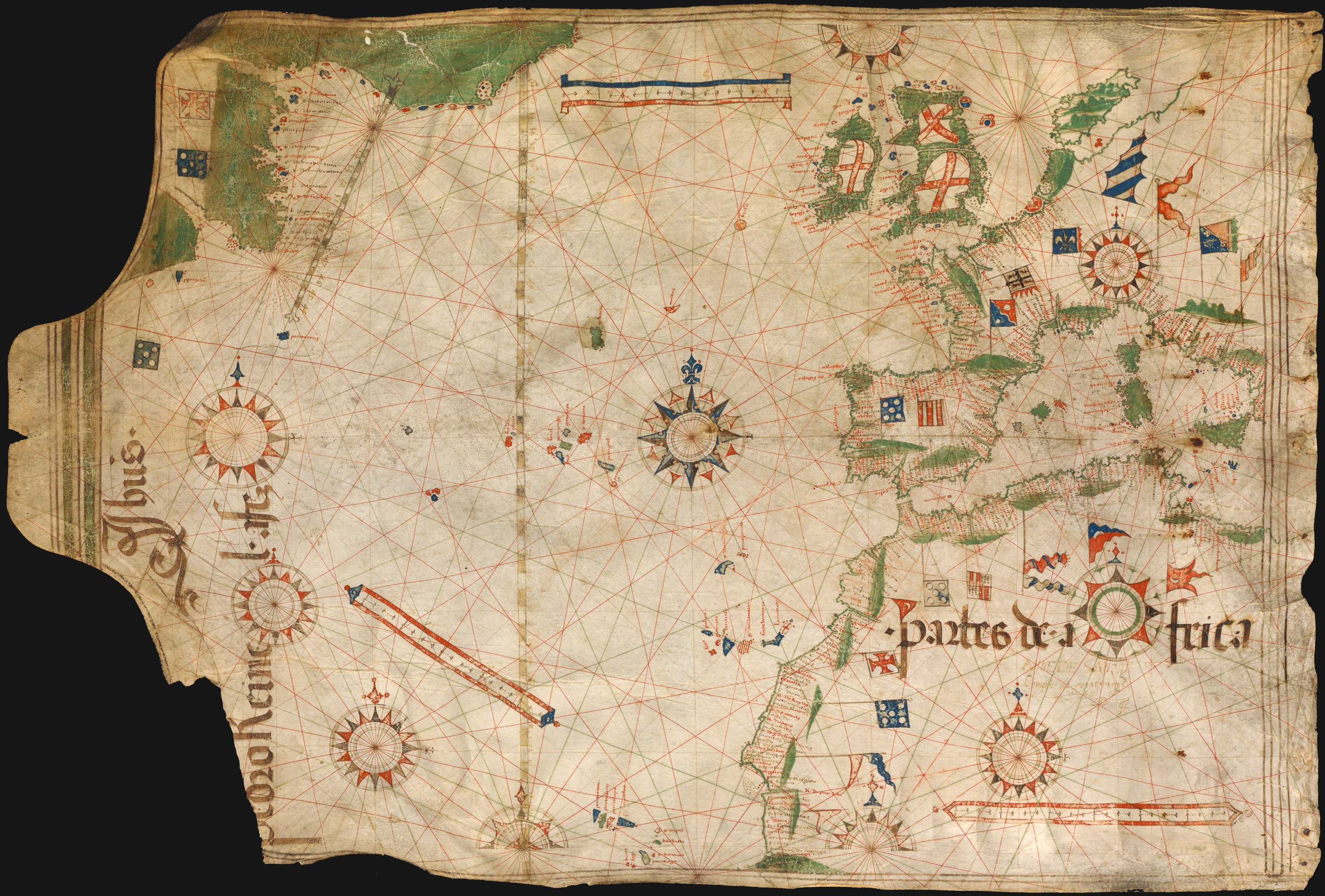
Pedro Reinel (? - 1542) portugál térképész portolánja

A portolántérkép egy középkori hajózásitérkép-típus. A 13. század utolsó évtizedeiben, előzmények nélkül jelent meg. Az első fennmaradt példány az 1275 körüli Carta Pisana, melyet báránybőrre rajzoltak, és jelenleg Párizsban található.

## Története
A „portolán tengeri térkép” elnevezés az olasz hajózási irányokat jelölő könyv, a portolano nevéből ered, és olyan térképet jelöl, amely a tengereken való navigáláshoz használható. A térképek kizárólag gyakorlati célokat szolgáltak, ezért valamely hajózott beltengert ábrázolták, partvonalakkal, szigetekkel, és nem törekedtek sem teljes szárazföldek, még kevésbé a teljes földgömb megjelenítésére.
A tengeri térképek az iránytűvel egy időben jelentek meg a Földközi-tenger térségében. A sebesség mérésére használt lobogó sebességmérés (Log-line) módszer és az idő mérésére használt homokóra segítségével lehetővé tette a becsült távolságok és irányok szerinti navigációt. A főként Genova és Velence, valamint Mallorca és Barcelona tengeri kikötőiben készült portolántérképek az elkövetkezendő néhány száz évben keveset változtak.

## Jellemzői
Bár mindegyik portolántérkép egyedi, előállításuk bizonyos konvenciók szerint történt. A legszembeötlőbb a térképet keresztül-kasul behálózó vonalak hálózata. Az irányvonalak általában egy központi helyről indulnak és 32 lehetséges irányban haladnak. Később a vonalak metszéspontjait ékesen megrajzolt szélrózsákkal helyettesítették, az irányvonalakat pedig színkódokkal látták el. A fekete és barna szín a fő (északi és déli) szélirányt, a zöld a félszeles, a piros a negyedszeles irányt jelölte . A portolánok készítői által bevezetett újdonság a mértékléc volt, amin a távolságot egy ma sem pontosan azonosított hosszmértékben, a migliában tüntették fel.
A partvonalakat részletesen és nagy pontossággal ábrázolták. Néhány jellegzetes tereptárgyat szándékosan eltorzítottak, hogy ezzel kiemeljék a fontosságát vagy veszélyességét. Ilyenek voltak például az élelmiszer-beszerzési helyek, folyótorkolatok, zátonyok, hegyfokok, szigetek, földnyelvek.
A portolánok a helyneveket és a tájékozódási pontok nevét is megadták. Az elnevezéseket a partvonalra merőlegesen, a szárazföld felőli oldalon adták meg, hogy ezek ne takarják el a kikötőhelyeket és a veszélyforrásokat.
A térképeken nem volt kitüntetett irány, mivel arra készültek, hogy hajózás közben forgassák őket. A helynevek írásmódja is jelentést hordozott: a nagybetűk a földrajzi tájegységeket jelölték, a városneveket kisbetűvel, a kikötők neveit piros betűvel írták.